# نبرد کاملن

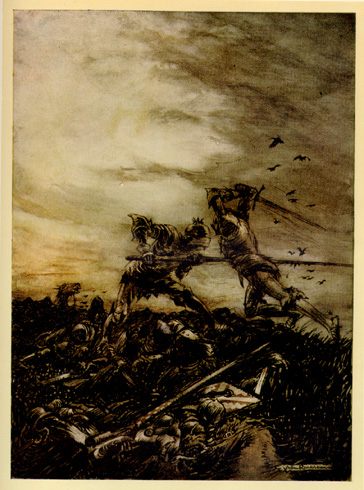
مودرد توسط شاه آرتور کشته می‌شود و آرتور هم زخم مهلکی برمی‌دارد

نبرد کاملن (ویلزی: Gwaith Camlan) نبردی است که بر طبق افسانه‌ها باعث مرگ یا جراحت شدید شاه آرتور گردید. آرتور توسط خواهر زاده(فرزند خواهر ناتنی اش)یعنی موردرد زخمی شد و این فرجامی بود که برای مودرد هم پیش‌آمد. این نبرد پایانی بود بر افسانهٔ شوالیه‌های میز گِرد.

## تاریخچه
بنا بر افسانه‌های موجود در این نبرد چهار شوالیه از جمله آرتور پندراگون نجات یافتند. یکی از این چهار شوالیه به دلیل اینکه چهره‌ای بسیار زشت همانند ابلیس داشت و کسی شهامت نزدیک شدن به وی را نداشت زنده ماند و شوالیه دیگر برعکس، چهره‌ای بسیار زیبا داشت و همانند فرشتگان می‌نمود. شوالیه سوم قدرتی حیرت‌انگیز داشت و چهارمین شوالیه خود آرتور بود. برخی افسانه‌ها گفته‌اند که آرتور توسط مودرد مجروح شد و در جهت معالجه به آوالون رفت و در آنجا به خوابی عمیق فرورفت و با صدای شیپوری که خبر از به خطر افتادن بریتانیا می‌داد بیدار شد. این نبرد بنا بر منابع موجود در تاریخ ۵۳۷ میلادی به وقوع پیوست.